# Університет Люм'єр Ліон 2
Університет Люм'єрів Ліон II (фр. L'université Lumière-Lyon-II) — французький державний університет в Ліоні. Це один із трьох університетів, що виникли внаслідок розколу Ліонського університету за законом Едгара Фора 1968 року.
У ньому навчаються близько 27 393 студентів у галузі гуманітарних наук, права та фінансів. Його девіз латинською мовою, вписаний у дворі бібліотеки на кампусі причалу — Inter folia fulget. Тим не менш, перший девіз, вписаний золотими літерами в тіні статуї Клода Бернарда в головному вході університету − лат. Scientia et Labore, що означає «Наука і робота».

## Історія

### Сьогодення
У 1987 році заклад змінив назву на «Університет Люм'єр Ліон 2» на честь братів Люм'єр.
В університету є два кампуси:
- кампус Берге-дю-Рон (фр. Berges du Rhône), на березі Рона;
- кампус Порт де Альп (фр. Porte des Alpes), в Броні та Сен-Прієст.

Університет Люм'єр-Ліона-II є членом-засновником Ліонського університету, полюса досліджень та вищої освіти (фр. les pôles de recherche et d'enseignement supérieur, PRES) у Ліоні зі статусом громадської установи наукового співробітництва (фр. L’établissement public de coopération scientifique, EPCS), який був заснований наказом № 2007—386 від 21 березня 2007 р. і опублікований в офіційному журналі Франції від 22 березня 2007 року.
У 2015 році PRES ліонського університету був замінений співтовариством університету та установи університету Ліона в додатку до закону про вищу освіту від 22 липня 2013 року.

## Структура

### Навчально-дослідний відділи
В університеті є 6 відділів:
- Антропологія, соціологія та політологія — UFR ASSP
- Економіка та управління — UFR SEG
- Закон Джулі-Віктоар Дабьє — UFR DSP
- Час та території (Географія, історія, історія мистецтв та туризм) — UFR T&T
- Мови — UFR Languages
- Мовні науки та мистецтва — UFR LESLA

### Інститути
В університеті працює 6 інститутів :
- Комунікація — ІКОМ
- Ліонський інститут трудових досліджень — IETL
- Тренінг Союзу — IFS
- Психологія — PSYCHO
- Наука та практика у галузі освіти та навчання — ISPEF
- Університетський інститут технологій Люм'єр

### Міжнародний центр
Університет має міжнародний центр франкознавства (CIEF), який спеціалізується на мовній та культурній підготовці для нефранкомовної публіки, незалежно від того, здобувають вони вищу освіту чи ні.

#### Співпраця з Україною
Діють такі спільні магістерські програми подвійного диплома з ХНЕУ ім. Семена Кузнеця:
- Бізнес-інформатика;
- Створення нових інноваційних підприємств;
- Туризм. Культурна спадщина. Дозвілля.

## Студентське життя

### Демографія населення університету
| 2000  | 2001  | 2002  | 2003  | 2004  | 2005  | 2006  | 2007  | 2008  | 2009  | 2010  | 2011  | 2016  |
| ----- | ----- | ----- | ----- | ----- | ----- | ----- | ----- | ----- | ----- | ----- | ----- | ----- |
| 25188 | 25503 | 26437 | 27201 | 28124 | 28176 | 27806 | 27182 | 26681 | 27405 | 28309 | 27863 | 28704 |